# Lehr-Lern-Methode
Lehr-Lern-Methode, auch Lehr-Lern-Konzept, umfasst jene Unterrichtsmethoden, die auf Interaktion zwischen Lehrenden und Lernenden setzen. Ziel ist der bestmögliche Lernoutput durch Verbindung von Lehrmethoden einerseits und Lernmethoden andererseits. Lehrende werden im Lernprozess zu Gestaltern und Begleitern.
Lehr-Lern-Methoden finden in allen Bildungsbereichen Anwendung.
Ziel der Lehr-Lern-Methoden ist es, das Lernen effektiv, effizient und nachhaltig zu gestalten. Häufige Methodenwechsel fördern hierbei die Aktivierung des Lernenden.
Durch differenzierte Methoden kann konkret ein bestimmtes Lernziel anvisiert werden, z. B. Aktivierung von Vorwissen, Vertiefung neuer Sachverhalte usw.

## Beispiele und Kategorien für Lern-Lehr-Methode
- Einzelarbeit: selbstständiges Erarbeiten und Bearbeiten von Inhalten in eigenem Tempo, unterschiedliche Schwierigkeitsgrade möglich
- Partnerarbeit: gemeinsames Lernen zweier Lernender an einer unterrichtlichen Aufgabe, Förderung der Entwicklung von Lösungen und sozialem Lernen
- Gruppenarbeit: zumeist drei bis fünf Lernende, die autonom unterrichtliche Themen bearbeiten, soziales Lernen im Team, oft mit Bildung von Führungsrollen zur Organisation
- Vortrag
- Plenumsdiskussion
- Feedback- und Gruppenarbeitsmethoden
- Lehrvortrag
- Einsatz von Simulationen